# Нет выхода (фильм)
«Нет выхода» (англ. No Way Out) — кинофильм 1987 года режиссёра Роджера Дональдсона. Посвящён памяти оператора Джона Элкотта.

## Сюжет
Ремейк классического фильма 1948 года «Большие часы» по одноимённому роману Кеннета Феринга.
Офицер ВМС США Том Фаррелл (Кевин Костнер) встречает на благотворительном балу молодую ослепительную женщину, Сьюзен Атуэлл (Шон Янг). Между молодыми людьми вспыхивает страсть и они сразу становятся любовниками, хотя Атуэлл даёт понять, что у неё есть высокопоставленный и влиятельный покровитель.
Фарелл уходит в море на учения. Во время похода он с риском для жизни спасает в шторм матроса со своего корабля. Эта история попадает в прессу и Фаррел просыпается знаменитым. Министр обороны США Дэвид Брайс (Джин Хэкман) замечает перспективного офицера и переводит его на службу в свой офис, в том числе по рекомендации своего главного советника Скотта Причарда (Уилл Пэттон), старого друга Фаррелла.
Брайс пытается воспрепятствовать проекту «Phantom Sub», предусматривающему постройку громадных подводных лодок, который имеет мощную политическую поддержку. Фаррелл по приказу Брайса должен выступать в качестве его прямого связного с ЦРУ, где собирают информацию о том, работают ли в СССР над подобным проектом.
Фаррелл подозревает, что именно Брайс является любовником Атуэлл, а Брайс в свою очередь, подозревает Сьюзен в неверности. Фарелл проводит выходные со Сьюзан, но вынужден уйти, так как неожиданно приезжает Брайс. Министр заходит в дом, но замечает выходящего через другой вход мужчину. Между Брайсом и Сьюзан происходит ссора, во время которой он даёт ей пощёчину, а она, потеряв равновесие, падает с балюстрады и погибает. Брайс в ужасе от содеянного и готов сдаться в руки правосудия, но подоспевший Причард успокаивает его, заявляя, что он способен прикрыть всё и обвинить в смерти Сьюзен кого-то другого.
Они сочиняют историю, что на самом деле Атуэлл убил человек, которого на самом деле не существует: многие годы ходят слухи, что в Вашингтоне в министерстве обороны работает глубоко законспирированный «крот» из КГБ под кодовым именем «Юрий», на этого «Юрия» Причард и планирует свалить убийство Атуэлл, чтобы министерству обороны было разрешено вести расследование самостоятельно.
Уверенный, что «Юрий» не существует, директор ЦРУ Маршалл (Фред Далтон Томпсон) тем не менее получает доказательства того, что незадолго до смерти у Атуэлл была близость с мужчиной, который, скорее всего, и убил Сьюзен. Так же есть данные о том, что Атуэлл встречалась с кем-то из министерства обороны. Брайса и тем более Причарда никто из ЦРУ пока не связывает со смертью Атуэлл.
План Причарда сработал — ЦРУ разрешает министерству обороны вести расследование своими силами, чтобы избежать скандала.
Брайс назначает Фаррелла главой следственной группы — выскользнув из-под подозрения, он жаждет найти своего соперника.
Таким образом, Фаррелл должен поймать самого себя. При этом он понимает, что Атуэлл мог убить только Брайс — ведь он покинул дом Сьюзен именно из-за приезда министра и тоже видел его мельком.
Основная улика по делу — случайно найденная в доме погибшей испорченная фотография-поляроид, на которой изображён Фаррелл. Фотография не до конца проявилась, восстановление изображения требует длительной компьютерной обработки.
Работами по восстановлению фотографии руководит технический специалист Сэм Хасселман, старый приятель Фаррелла. Том признаётся Сэму в том, что на фотографии его лицо, признаётся в своих отношениях с Атуэлл, делится убеждённостью, что её убил Брайс, и просит замедлить восстановление, чтобы он успел изобличить преступника и спасти себя.
Затем Фарелл и Причард едут к близкой подруге Сьюзен, эмигрантке Нине Бика и, угрожая ей депортацией, пытаются выведать у неё, с кем встречалась Атуэлл. Нина, знакомая с Фарреллом, тем не менее не выдаёт его. Притчард даёт секретное поручение сотрудникам спецслужб убрать Нину без шума, но Фаррелл спасает ей жизнь.
Тем временем Сэм Хэсселман, озабоченный просьбой Фаррелла, решает рассказать обо всём Причарду. Узнав от Сэма, что любовником Сьюзан был Фаррелл и он подозревает Брайса, Причард убивает Сэма как свидетеля и выставляет убийство специалиста министерства обороны как доказательство существования «Юрия», который «действует» внутри системы.
Тем временем Фаррелл ищет доказательства на Брайса. Среди вещей убитой Сьюзен, попавших в опись при обыске, находится дорогая и приметная шкатулка — подарок Брайса, которому в свою очередь её подарил иностранный дипломат, а все подарки госчиновника такого уровня прошли регистрацию с антикоррупционными целями. Фаррелл получает регистрационную запись о подарке, и врывается к Брайсу и Причарду с полученными сведениями, обвиняет Брайса в связи с Атуэлл и её убийстве, а также попытке скрыть преступление путём перекладывания вины на мифического «Юрия». Загнанный в угол Брайс пытается убедить Фаррелла участвовать в их с Причардом схеме, но подоспевший Причард раскрывает Брайсу личность любовника Атуэлл, указывая на Фаррелла.
Неожиданно для всех Брайс, несмотря на душащую его ярость по отношению к Фарреллу, начинает убеждать Причарда взять вину на себя, признав в качестве мотива свою влюблённость в Брайса и ревность к Атуэлл. Причард, понимая, что его участие в афере с «Юрием» уже не скрыть, и в отчаянии от предложения Брайса, совершает самоубийство. Таким образом, Брайс может уйти от ответственности.
Фаррелл идёт на могилу Атуэлл, откуда двое неизвестных забирают его на допрос. В ходе разговора один из следователей вдруг начинает говорить с Фарреллом на русском языке и Фаррелл отвечает ему также по-русски. Оказывается, Фаррелл действительно является «Юрием», а следователь — его куратор, агент советской разведки. Юрий/Фаррелл был отправлен в США ещё подростком и стал «кротом» в министерстве обороны. КГБ было известно о романе между Брайсом и Атуэлл, поэтому Фарреллу было приказано соблазнить Атуэлл для сбора информации от министра обороны. Однако Фаррелл действительно полюбил Сьюзен. В конце Фаррелл отказывается возвращаться в Советский Союз и его куратор разрешает ему уйти, ведь проявка снимка из дома Атуэлл завершена и Фаррелл опознан — поэтому он вернётся, ведь у него нет другого выхода.

## В ролях
- Кевин Костнер — Том Фаррелл
- Шон Янг — Сьюзан Атуэлл
- Джин Хэкмэн — министр обороны Девид Брайс
- Фред Томпсон — директор ЦРУ Маршалл
- Уилл Паттон — Скотт Причард
- Ховард Дафф — сенатор Вильям Дювалль
- Джордж Дзундза — Сэм Хессельман
- Джейсон Бернард — майор Донован
- Иман — Нина Бика
- Леон Рассом — Кевин O’Брайен
- Деннис Баркли — Мэт
- Роберт Керман — военный следователь